# Petr Kašpar (fotbalista)
Petr Kašpar (* 26. června 1960) je bývalý český fotbalista, obránce. Po skončení aktivní kariéry působí jako fotbalový funkcionář, mj. jako viceprezident ŠK Slovan Bratislava.

## Fotbalová kariéra
Hrál za Slávii Praha, AFK Kolín, DAC Dunajská Streda a Újpésti TE. V Poháru UEFA nastoupil ve 2 utkáních.